# Leonard Smithers
Leonard Smithers (Sheffield, 1861 – 1907) è stato un editore inglese.

## Biografia
Amico di Sir Richard Francis Burton esponente del movimento decadentista. Ha pubblicato la traduzione delle opere di Burton e collaborato con lui per la traduzione dal latino del carmi di Gaio Valerio Catullo, Satyricon di Petronio Arbitro e di varie poesie erotiche di diversi scrittori. Ha fondato "The Savoy" una rivista di otto numeri apparsi nel 1896. 

## Collaborazioni
Leonard Smithers ha pubblicato anche opere di Aubrey Beardsley, Max Beerbohm, Vincent O'Sullivan, Nigel Tourneur, Aleister Crowley, Ernest Dowson, Arthur Symons e Oscar Wilde.